# أساسنز كريد أوريجنز
أساسنز كريد أوريجنز (بالإنجليزية: Assassin's Creed Origins)‏, هي لعبة أكشن-مغامرات، لعبة تسلل وعالم مفتوح، طورها ستوديو يوبي سوفت مونتريال الكندي وهي من نشر شركة يوبي سوفت الفرنسية، تقع أحداث اللعبة في مصر القديمة. هي اللعبة الرئيسية العاشرة في سلسلة أساسنز كريد تأتي بعد أساسنز كريد سنديكيت. صدرت في 27 أكتوبر 2017 على مايكروسوفت ويندوز، بلاي ستيشن 4 وإكس بوكس ون. وتحتوي اللعبة على ترجمة باللغة العربية.

## موجز
تقع أحداث قصة اللعبة في المملكة البطلمية قبل أحداث الألعاب الأخرى. حيث يسعى الأساسنز إلى السلام والحرية، بينما يسعى فرسان الهيكل إلى السلام عبر النظام. تركز القصة على شخصية بايك وهو مدچاي والذي يقاتل من أجل حماية شعبه من الأخطار. يسمح عالم اللعبة المفتوح للاعب بالتنقل بحرية في مصر على الأقدام أو على ظهر الخيل والجمال أو بالقوارب. اللعبة فردية لا تحتوي على أي نوع من اللعب الجماعي. تم تطويرها بواسطة محرك أنفيل.

## روابط خارجية
أساسنز كريد أوريجنز على موقع IMDb (الإنجليزية)

- الموقع الرسمي